# O.N.F.R.
O.N.F.R. (skrót od Oparta na faktach rymonacja) – debiutancki album studyjny polskiej grupy muzycznej Zipera. Wydawnictwo ukazało się 24 czerwca 2000 roku nakładem wytwórni muzycznej Baza Lebel w dystrybucji Pomaton EMI. Płytę poprzedził wydany tego samego roku singel pt. Sztuczna twarz. Gościnie na płycie wystąpili m.in.: ZIP Skład, Pelson, Sokół, Wilku i Włodek. Z kolei produkcji nagrań podjęli się członkowie Zipery – Pono, Koras i Fu, a także Vienio jako DJ Variat, DJ 600V, WWO oraz Waco.
W październiku 2000 roku ponownie nakładem firmy Baza Lebel ukazała się płyta gramofonowa pt. O.N.F.R. Na wydawnictwie znalazły się m.in. instrumentalne wersje utworów pochodzących z debiutu, a także a capelle.
Pochodzący z albumu utwór pt. "Pierwszy stopień zagrożenia" znalazł się na liście "120 najważniejszych polskich utworów hip-hopowych" według serwisu T-Mobile Music.

## Lista utworów
Opracowano na podstawie materiału źródłowego.
CD
1. "Intro" (produkcja: DJ Variat) - 1:18
2. "O.N.F.R II (oparta na faktach rymonacja)" (produkcja: DJ 600V) - 3:28
3. "Element zaskoczenia" (produkcja: WWO, Zipera) - 3:09
4. "Hiphopowy ring (Remix)" (produkcja: DJ Variat) - 4:19
5. "Skit (jazda)" - 0:14
6. "Pierwszy stopień zagrożenia" (produkcja: Fu, gościnnie: ZIP Skład) - 3:23
7. "Mgła" (fortepian: Korzeń, produkcja: Fu, gościnnie: Pelson) - 4:46
8. "Czarna owca" (gitara: Waco, produkcja: DJ 600V) - 3:04
9. "Skit (melanż studio 21:30)" - 2:11
10. "Wademekum" (produkcja: Fu, trąbka: Korzeń) - 5:27
11. "Antymoralny proces" (gitara basowa: Korzeń, produkcja: Fu) - 3:35
12. "Wir wydarzeń" (produkcja: Zipera) - 3:24
13. "Skit (szara prawda)" - 0:27
14. "Tak musi być" (produkcja: Fu, Koras) - 4:29
15. "Sztuczna twarz" (produkcja: Fu, gościnnie: Sokół) - 4:26
16. "Obojetność" (produkcja: Zipera, gościnnie: Wilku, Włodek, Karolina) - 4:13
17. "Outro" (produkcja: DJ 600 V, Maniu) - 3:03

LP
| LP |
| --- |
| Strona A 1. "O.N.F.R. II" 2. "Hop-Hopowy ring" 3. Sztuczna twarz" (A cappella) 4. "Czarna owca" (A cappella) Strona B 1. "Intro" (Instrumental) 2. "Pierwszy stopień zagrożenia" (Instrumental) 3. "Antymoralny proces" (Instrumental) 4. "O.N.F.R. II" (Instrumental) 5. "Sztuczna twarz" (Instrumental) 6. "Wir wydarzeń" (Instrumental) 7. "Czarna owca" (Instrumental) 8. "Element zagrożenia" (Instrumental) 9. "Mgła" (Instrumental) 10. "Obojętność" (Instrumental) |

Singel
| Sztuczna twarz |
| --- |
| 1. "Sztuczna twarz" (Radio Edit) (produkcja: Fu, gościnnie: Sokół) - 3:00 2. "Sztuczna twarz" (Album Version) (produkcja: Fu, gościnnie: Sokół) - 4:26 3. "O.N.F.R II (oparta na faktach rymonacja)" (produkcja: DJ 600V) - 3:28 |